# Monogami
Monogami (græsk: monos = én/ene og gamos = ægteskab) er ægteskab mellem to ægtefæller (i modsætning til polygami). Monogami bruges endvidere om andre samlivsformer, hvor en person kun har én partner. Monogami indebærer normalt et løfte om seksuel og romantisk troskab og eksklusivitet, det vil sige, at de to parter i forholdet udelukkende har romantiske følelser for og har sex med hinanden.
En person, der praktiserer monogami, siges at være monogam, og et parforhold, hvor monogami praktiseres, kaldes monogamt. Bemærk, at betegnelsen monogam i denne sammenhæng betegner såvel en personlig præference som en seksuel adfærd. Seriel monogami er en betegnelse for flere følgende, adskilte ægteskaber gennem et livsforløb, hvor kærlighedsforholdet afsluttes inden et nyt indledes.

## Kulturelle forskelle
I mange kulturer er det livsvarige, monogame forhold den norm, som samlivsformer bedømmes ud fra, og i denne betydning er monogami, at en person kun har én seksuel og romantisk partner i sin levetid. I den vestlige verden er seriel monogami dog den fremherskende norm og inkluderes ofte under betegnelsen monogami.
I en række kulturer er der knyttet socialt og religiøst betingede moralske værdier til monogami, ofte understøttet af lokale juridiske forhold. Dette gælder eksempelvis inden for den kristne kultur-kreds, hvor ikke-monogame forhold ofte er tabu, til trods for at utroskab er udbredt. I Danmark tillades således ikke ægteskab mellem mere end to personer.